# Euschistus quadrator
|  | Dieser Artikel wurde aufgrund von formalen oder inhaltlichen Mängeln in der Qualitätssicherung Biologie zur Verbesserung eingetragen. Dies geschieht, um die Qualität der Biologie-Artikel auf ein akzeptables Niveau zu bringen. Bitte hilf mit, diesen Artikel zu verbessern! Artikel, die nicht signifikant verbessert werden, können gegebenenfalls gelöscht werden. Lies dazu auch die näheren Informationen in den Mindestanforderungen an Biologie-Artikel. |

Euschistus (Euschistus) quadrator ist eine Wanzenart aus der Familie der Baumwanzen (Pentatomidae).

## Merkmale
Die bräunlich gefärbten Wanzen erreichen selten eine Länge von 11 Millimeter. Der konvexe Halsschild weist an den Seiten spitze Winkel auf.

## Vorkommen
Ursprünglich erstreckte sich das Verbreitungsgebiet von Euschistus tristigmus von Honduras bis Texas. In jüngerer Zeit breitete sich die Art im Süden der USA aus und ist nun auch in Louisiana, Georgia und seit 1992 in Florida vertreten.

## Lebensweise
Euschistus quadrator ist eine polyphage Wanzenart. Die Wanzen verursachen Fraßschäden an Baumwolle und Sojabohne. Euschistus quadrator gilt in den USA als ein ökonomisch bedeutsamer Schädling. Die Art ist bivoltin und überwintert als Imago.

## Galerie

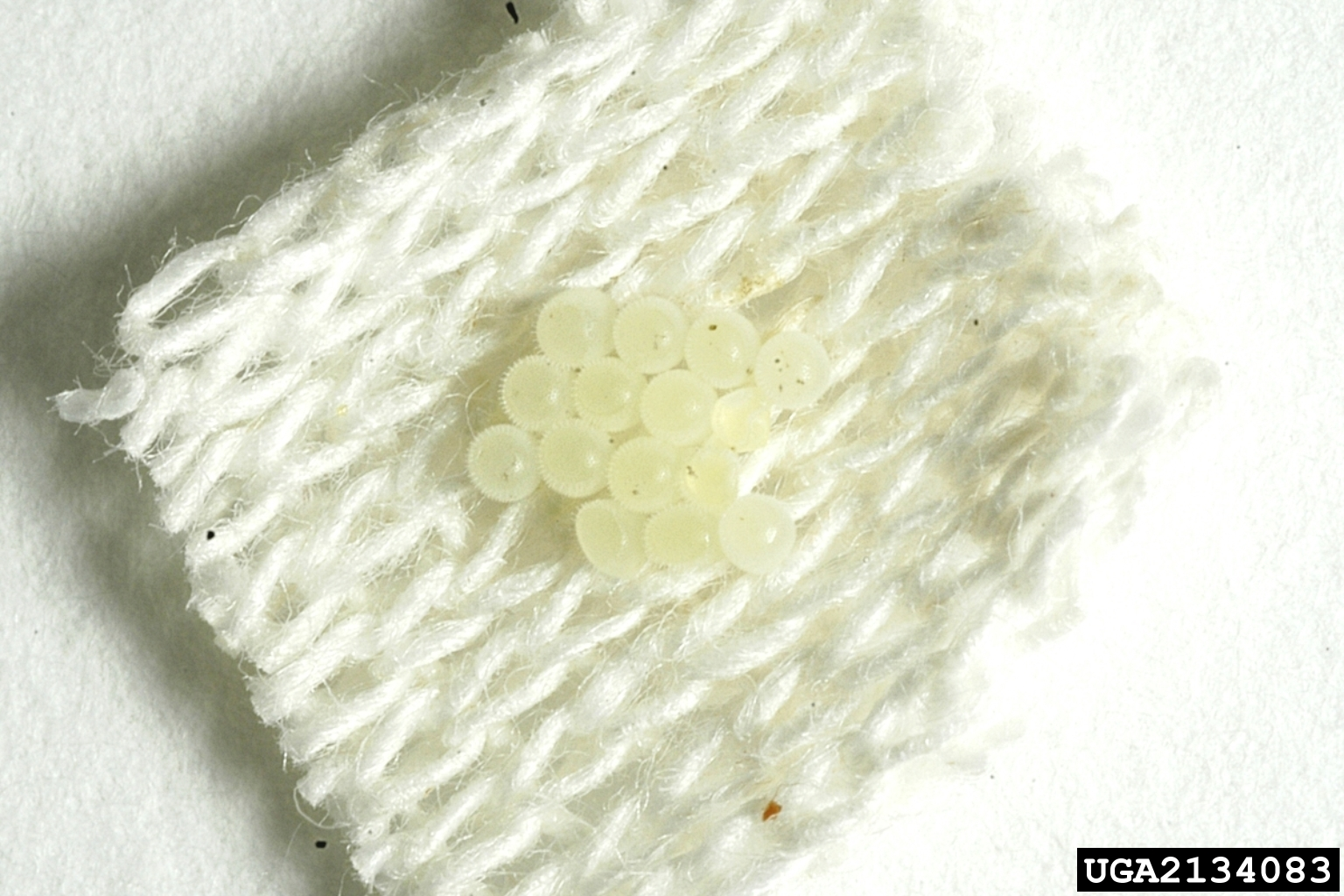
Eier
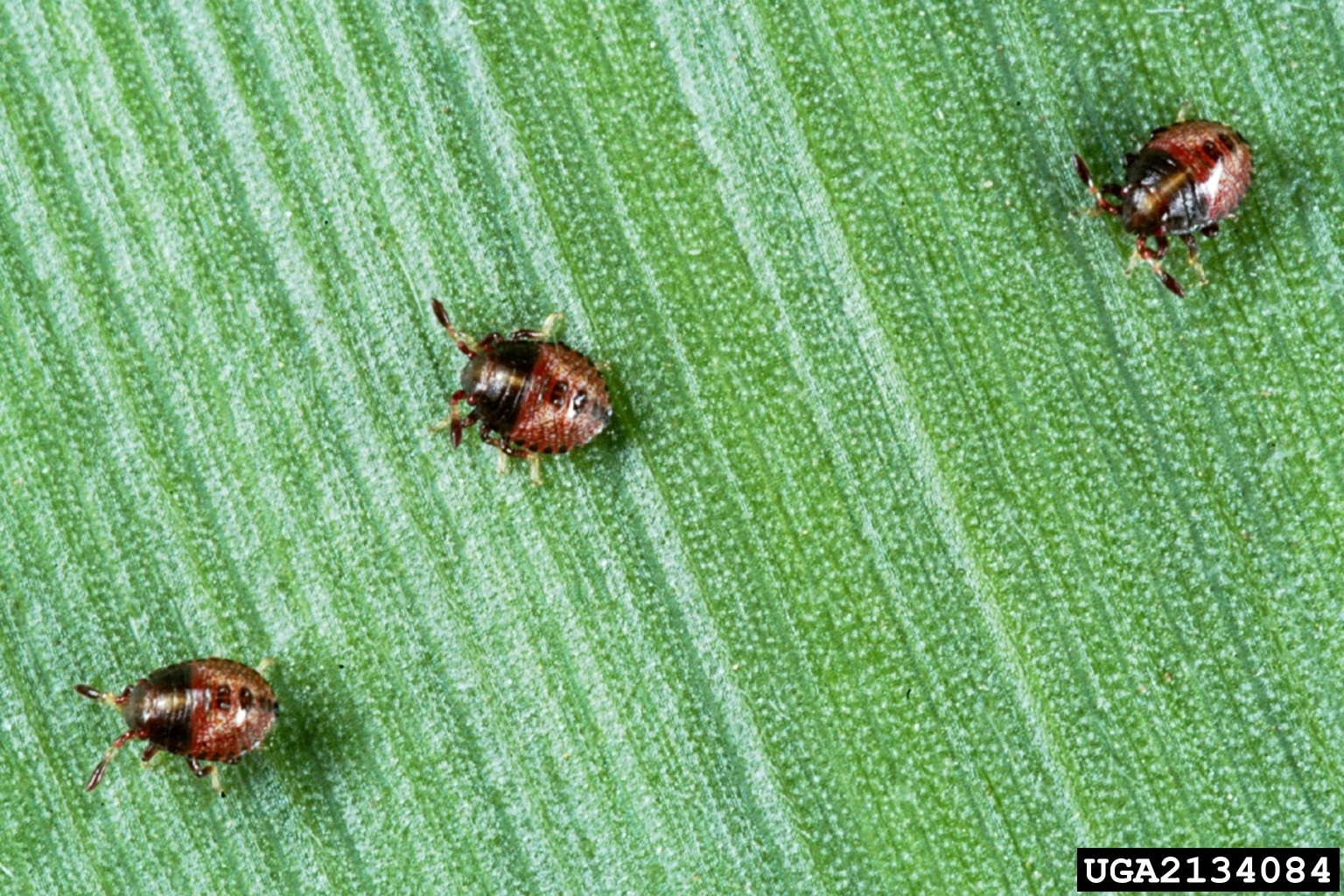
1. Nymphenstadium
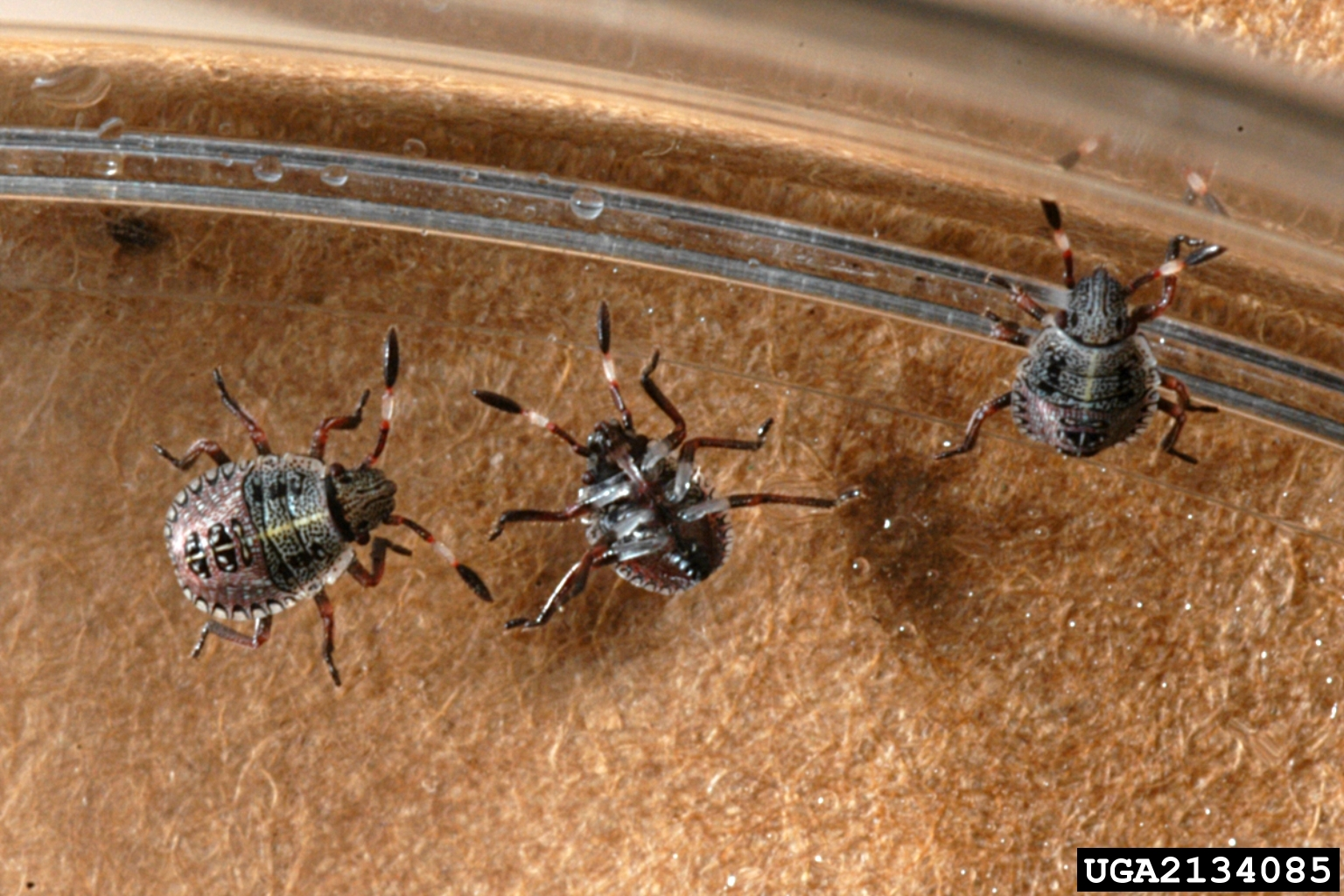
2. Nymphenstadium
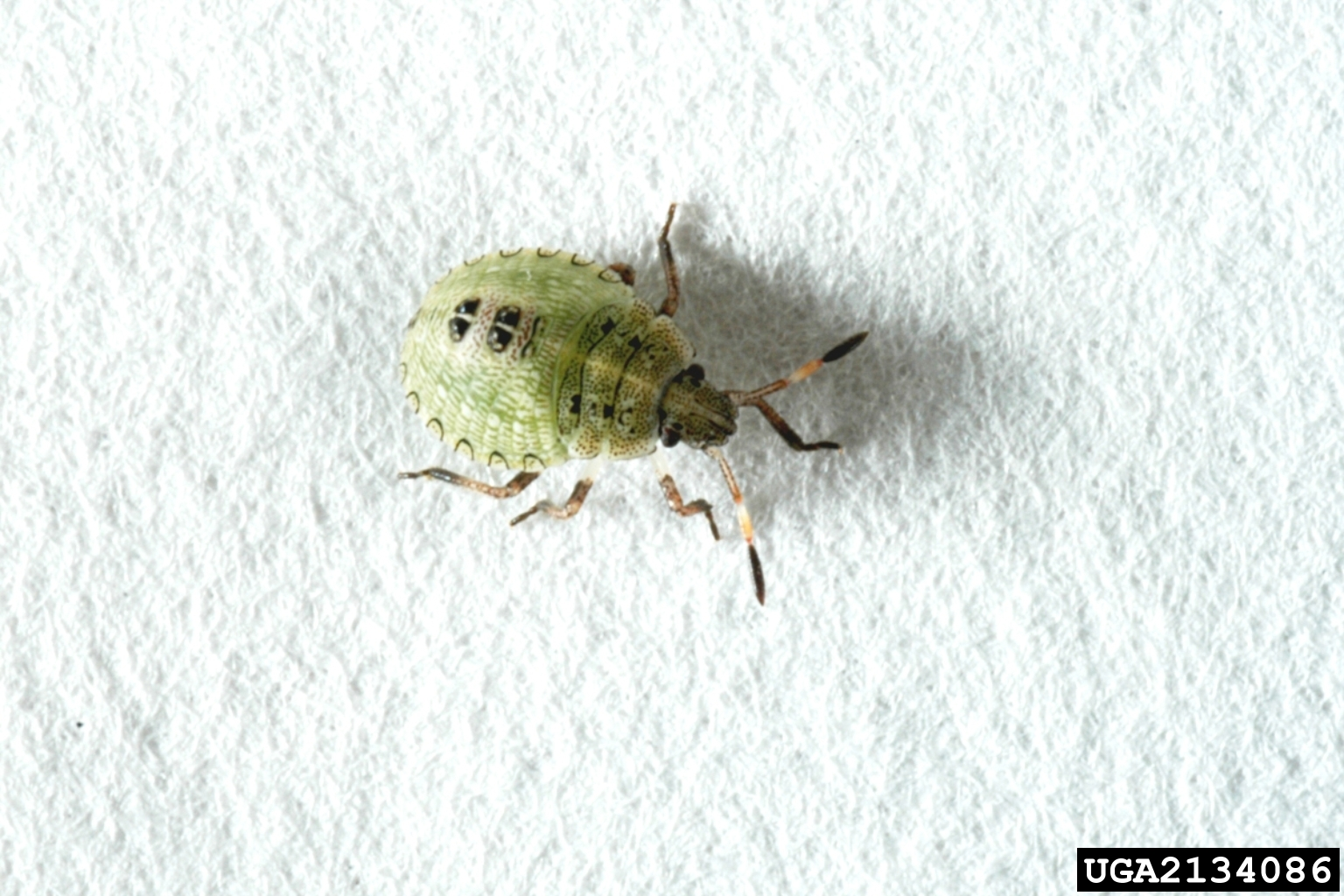
3. Nymphenstadium
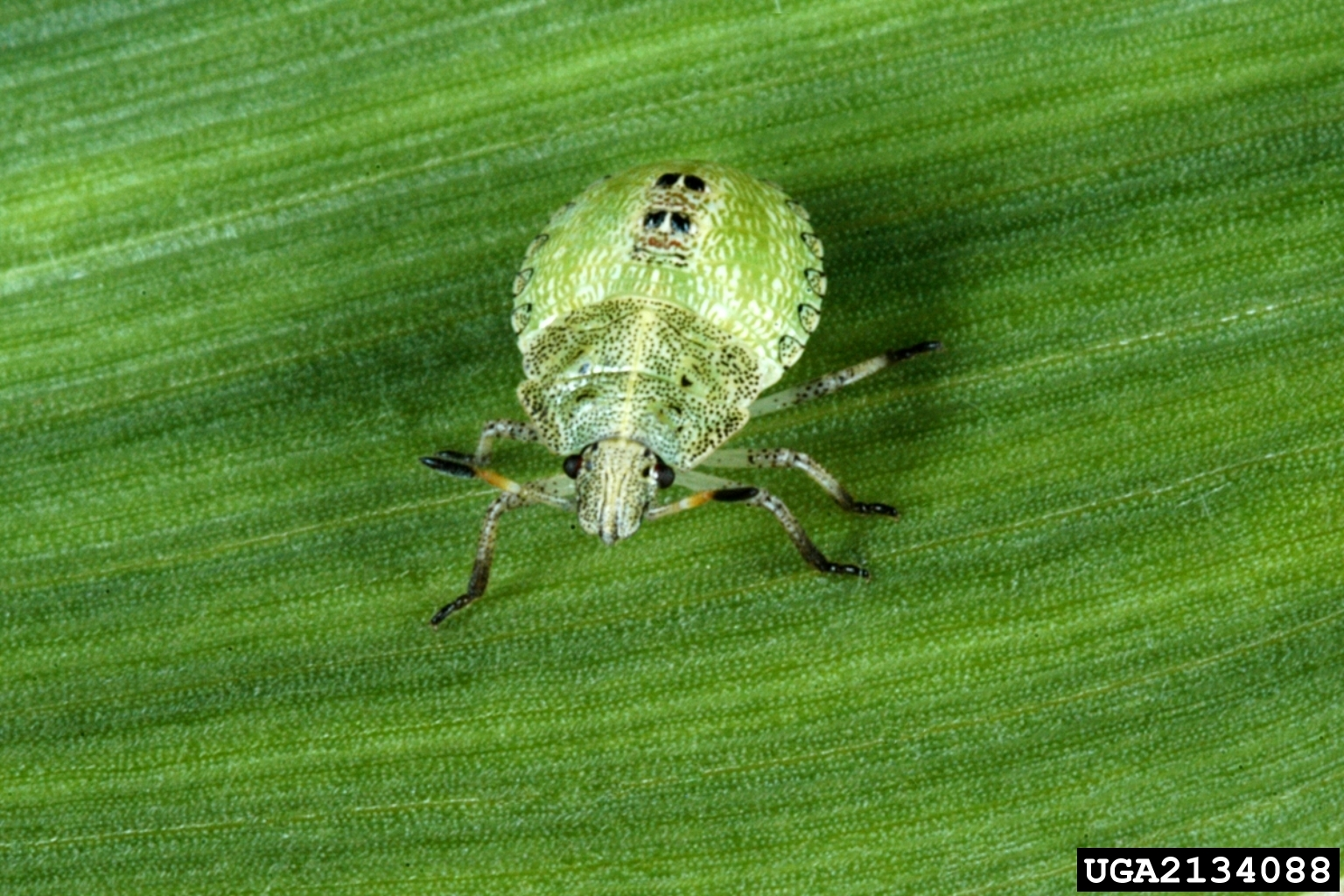
4. Nymphenstadium
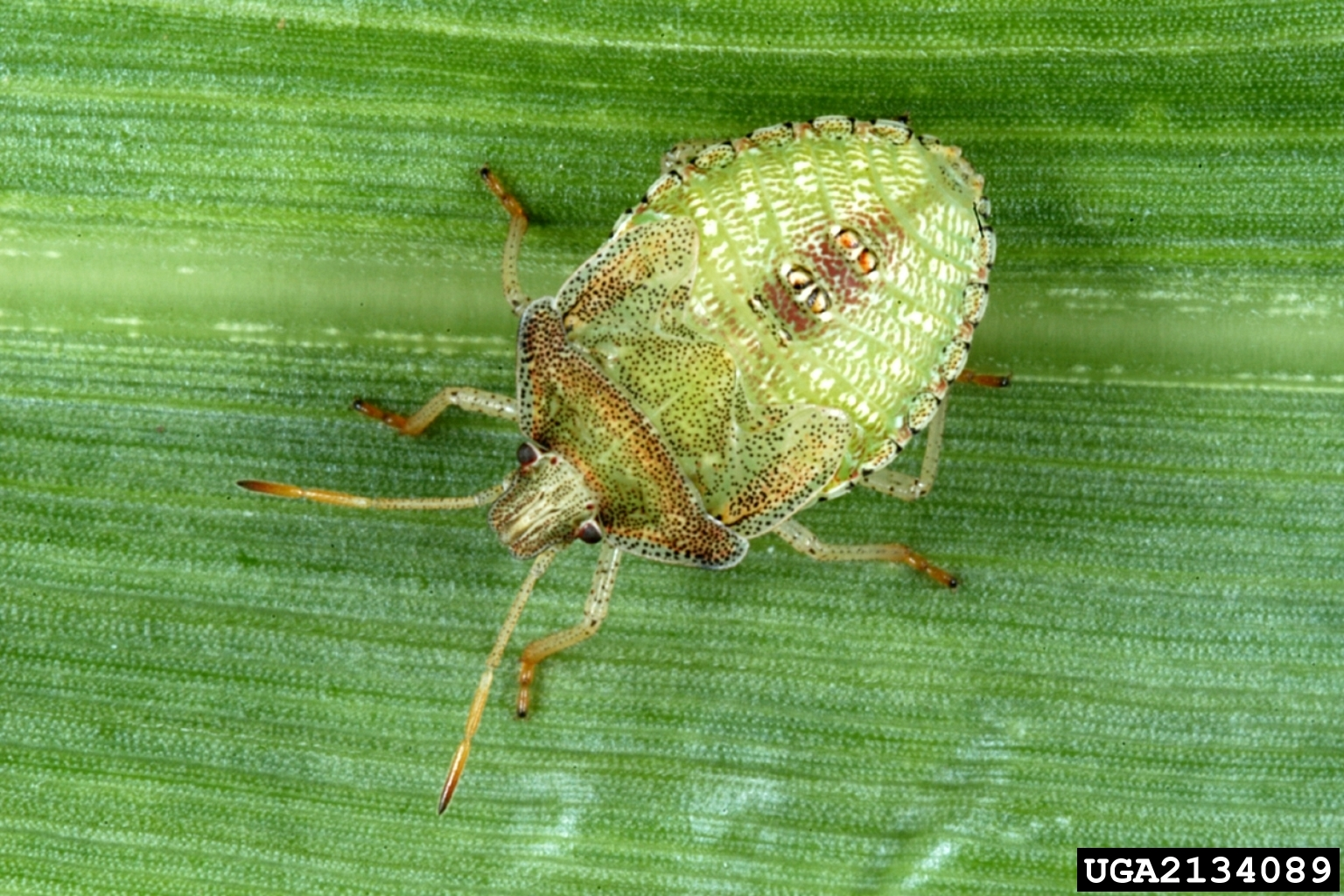
5. Nymphenstadium
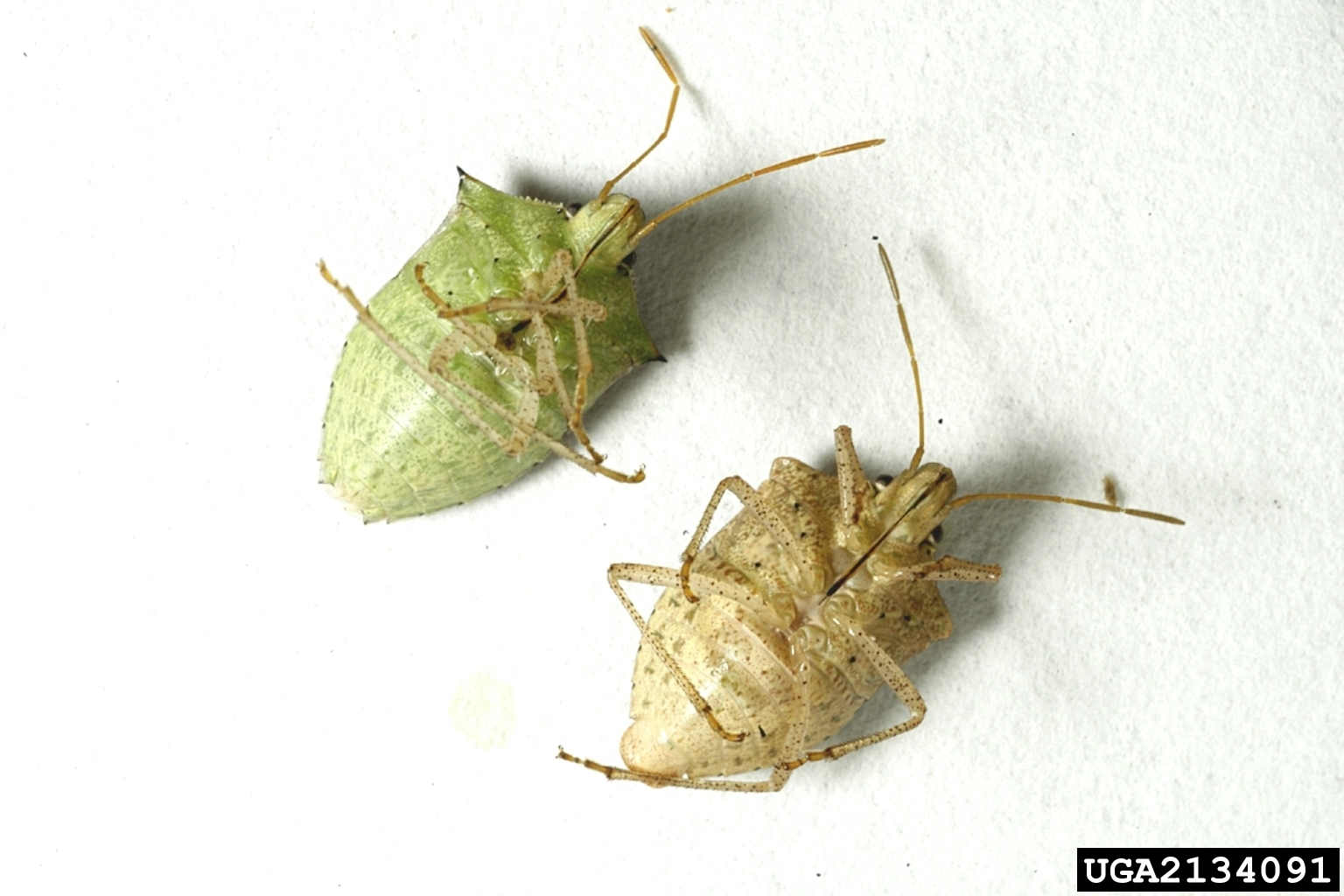
Unterseite von Weibchen (links) und Männchen (rechts)